# Physokentia tete
Physokentia tete är en enhjärtbladig växtart som först beskrevs av Odoardo Beccari, och fick sitt nu gällande namn av Odoardo Beccari. Physokentia tete ingår i släktet Physokentia och familjen Arecaceae. IUCN kategoriserar arten globalt som nära hotad.
Artens utbredningsområde är Vanuatu. Inga underarter finns listade i Catalogue of Life.